# Escut de São Tomé i Príncipe
|  | Aquest article tracta de l'antiga moneda de São Tomé i Príncipe. Pel que fa a l'escut heràldic d'aquest estat, vegeu Emblema estatal de São Tomé i Príncipe. |

L'escut de São Tomé i Príncipe (en portuguès escudo de São Tomé e Príncipe, escudo são-tomense o, simplement, escudo) fou la moneda de São Tomé i Príncipe entre 1914 i 1977. Es dividia en 100 centaus (centavos). El seu símbol era el cifrão {\displaystyle (\mathrm {S} \!\!\!\Vert )}, similar al símbol del dòlar però amb dues barres verticals en comptes d'una.
Va substituir el real a raó de 1.000 réis per escut i era equivalent a l'escut portuguès. Al començament, només se'n van imprimir bitllets i en aquesta colònia portuguesa es feien servir les monedes de la metròpolis, fins al 1929 que se'n van encunyar de pròpies. L'escut fou substituït per la dobra en termes paritaris (1 escut STP = 1 dobra) arran de la independència de l'arxipèlag.
En el moment de la seva desaparició, en circulaven monedes de 10, 20 i 50 centaus i 1, 2½, 5, 10 i 20 escuts, juntament amb bitllets de 20, 50, 100, 500 i 1.000 escuts. Els bitllets foren emesos pel Banc Nacional Ultramarí (Banco Nacional Ultramarino) i, a partir del 1974, pel Banc Nacional de São Tomé i Príncipe (Banco Nacional de São Tomé e Príncipe).